# Gʻani Aʼzamov
Gʻani Aʼzamov (* 7. Januar 1909 in Taschkent; † 2001) war ein usbekisch-sowjetischer Theater- und Filmschauspieler.

## Leben
Nach Abschluss der vorbereitenden Lehrerstudiengänge im Jahr 1928 arbeitete Aʼzamov als Schullehrer. Ab 1930 trat er auf der Bühne des Theaters Hamza in Taschkent (heute Usbekisches Nationales Akademisches Dramatheater) auf. Er trat in kleinen Episoden auf, spielte verschiedene Rollen in Massenszenen und begann sich im Laufe der Zeit für Kunst zu interessieren. Im Laufe seiner 60-jährigen kreativen Tätigkeit lernte Gʻani Aʼzamov ständig bei großen Meistern. 
Gʻani Aʼzamov schuf Bilder von Munajzhim im Drama „Alisher Navoi“ von Uygʻun und Izzat Sultanov, Arsloncher im Stück „True Love“ von Sadik Azimov, Yusuf im Stück „The Last Copy“ von Abdulla Qahhor und Lowns in der Komödie „Zwei Herren von Verona“ von William Shakespeare. Seine Leistung gilt als Beispiel für professionelles Schauspiel. Er war ein talentierter Darsteller sowohl dramatischer, lyrischer als auch humorvoller Rollen.
Von der Gründung des Filmmagazins „Nashtar“ an spielte er den legendären Hodscha Nasreddin.
Ab 1953 spielte Gʻani Aʼzamov in Filmen.

## Filmografie (Auswahl)

### Filme
- 1953: Bay i batrak
- 1957: Avitsenna
- 1958: Ocharovan toboy
- 1960: Mahallada Duv-duv Gap
- 1964: Wo bist Du, meine Sulfija? (Gde ty, moya Zulfiya?)
- 1968: Poema dvukh serdets
- 1968: Brot aus Taschkent (Tashkent – gorod khlebny)
- 1970: Die Verliebten (Vlyublyonnye)
- 1972: Drama lyubvi
- 1972: Der Wundervogel Semurg (Semurg)
- 1974: Abu Raykhan Beruni
- 1975: Vkus khalvy
- 1978: To’ylar muborak
- 1982: Bubushka-general
- 1987: Peremena uchasti

### Fernsehserien
- 1969: Zaveshchaniye starogo mastera (Fernsehserie, Episoden unbekannt)
- 1973: Chinara (Miniserie, Episoden unbekannt)

## Ehrungen
- Volkskünstler der usbekischen SSR (1961)
- Preisträger des nach Hamza benannten Staatspreises der Usbekischen SSR